# Mausoleo di Massenzio
Il mausoleo di Massenzio è un antico edificio di Roma.
Fa parte del complesso architettonico fatto edificare intorno al 311 da Massenzio lungo la Via Appia.

## Storia
L'edificio molto probabilmente fu voluto da Massenzio come mausoleo dinastico, ove avrebbero trovato riposo tutti i membri della famiglia. Il primo familiare a esservi sepolto fu suo figlio Valerio Romolo, morto sedicenne nel 309; l'edificio è per questo a volte noto, anche in letteratura, come "mausoleo di Romolo" o "tomba di Romolo". È anche possibile che non sia mai stato ultimato né ulteriormente utilizzato, stante anche la sconfitta e uccisione di Massenzio alla battaglia di Ponte Milvio nel 312.
Nel 1700 sugli antichi resti fu impiantato un casale di campagna (che praticamente nascose, e tuttora nasconde, la vista del mausoleo dall'Appia) poi trasformato in villa dai Torlonia, che nel 1825 vennero in possesso dell'intera tenuta, ove favorirono scavi archeologici da parte di Antonio Nibby. I Torlonia tennero la villa finché nel 1943 il governo italiano non ne decretò l'espropriazione a vantaggio del comune di Roma. Oggi il mausoleo - come l'intero complesso della villa di Massenzio - fa parte dei Musei civici di Roma Capitale ed è possibile visitarlo.

## Descrizione

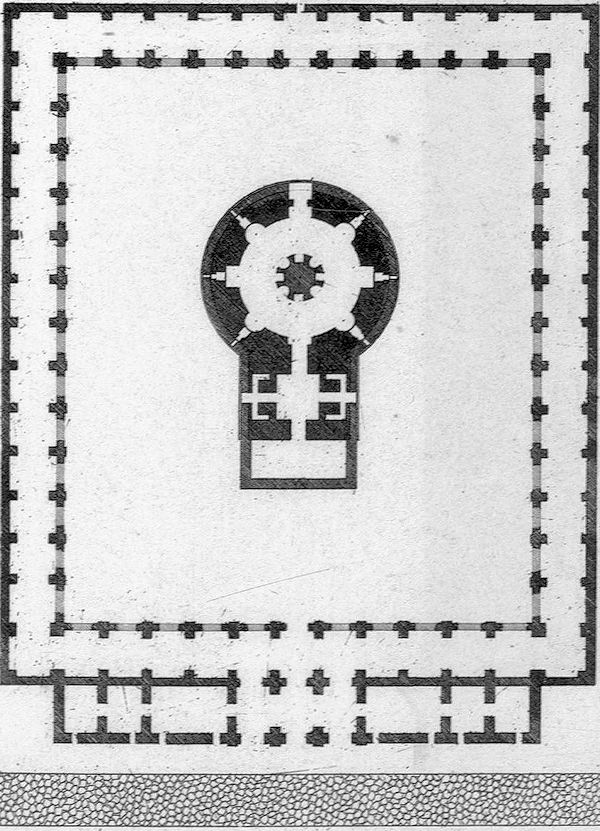
Pianta del mausoleo

Il mausoleo aveva probabilmente forma di rotonda, in maniera simile ad altri edifici sepolcrali di membri della tetrarchia (come la tomba di Galerio a Tessalonica o la tomba di Diocleziano nel suo palazzo a Spalato, nel medioevo entrambe convertite in chiese) dal diametro di 35 metri.
Il mausoleo era circondato da un quadriportico e l'accesso principale (riaperto solo nel XX secolo) era dal lato diametralmente opposto alla via Appia. Probabilmente in origine l'edificio presentava due piani, uno dei quali semi-interrato, che è anche l'unico a sopravvivere. Esso si presenta come un corridoio largo ca. 7 metri, articolato intorno a un pilastro ottagonale di ca. 9 metri di diametro. In questo corridoio si aprono nicchie ove sarebbero stati alloggiati i sarcofagi. Data l'assenza di qualsiasi decorazione sia sulle pareti sia sul pavimento, è stato ipotizzato che il mausoleo non sia mai stato ultimato.
Dal corridoio si apriva anche un vestibolo che portava al piano superiore, probabilmente sormontato da una grande cupola e dedicato a celebrazioni pubbliche per Romolo divinizzato, quasi completamente scomparso nel corso dei secoli.

## Galleria d'immagini

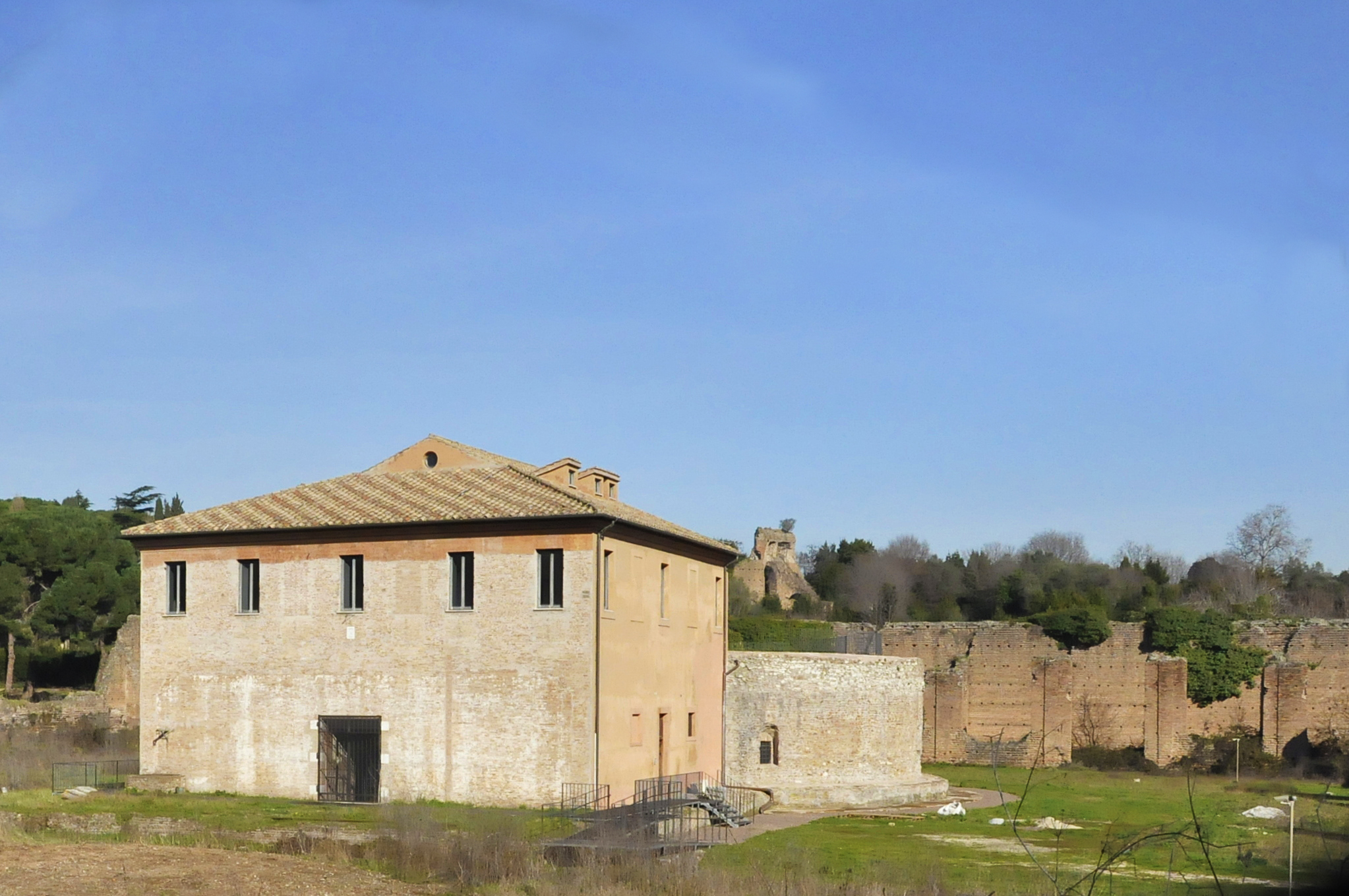
L'edificio settecentesco costruito a ridosso del mausoleo
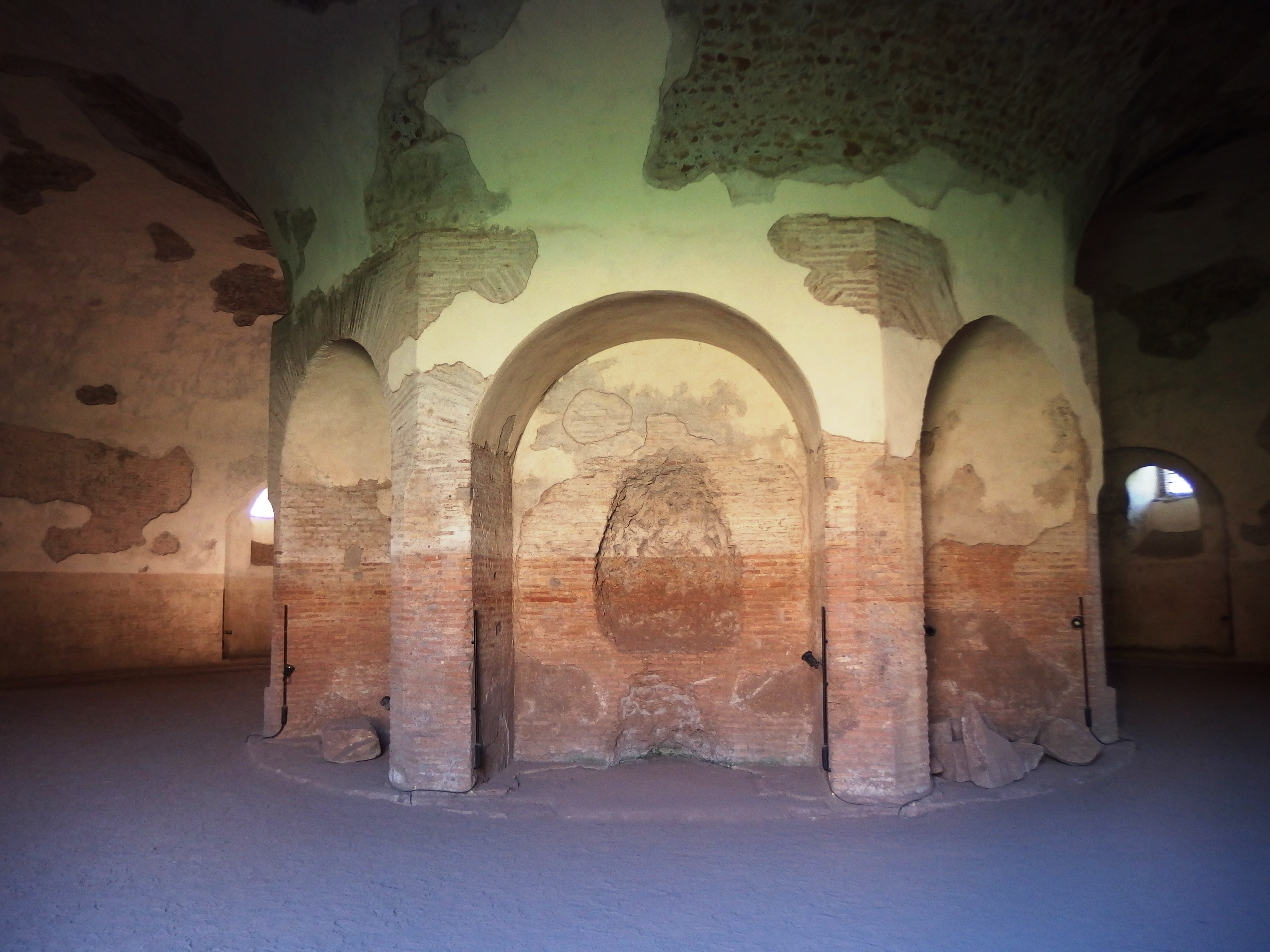
Interno del mausoleo - corridoio circolare
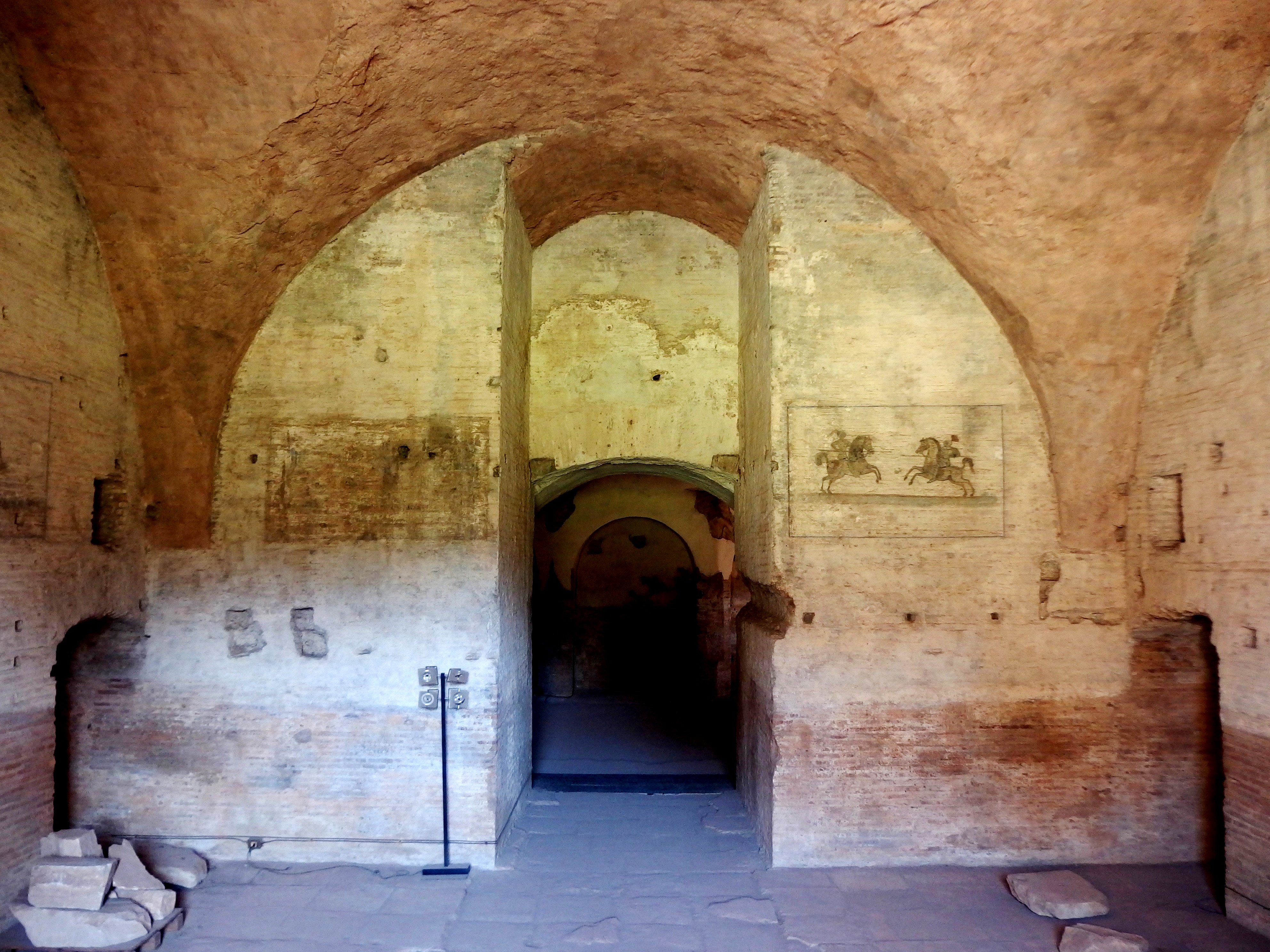
Interno del mausoleo - vestibolo
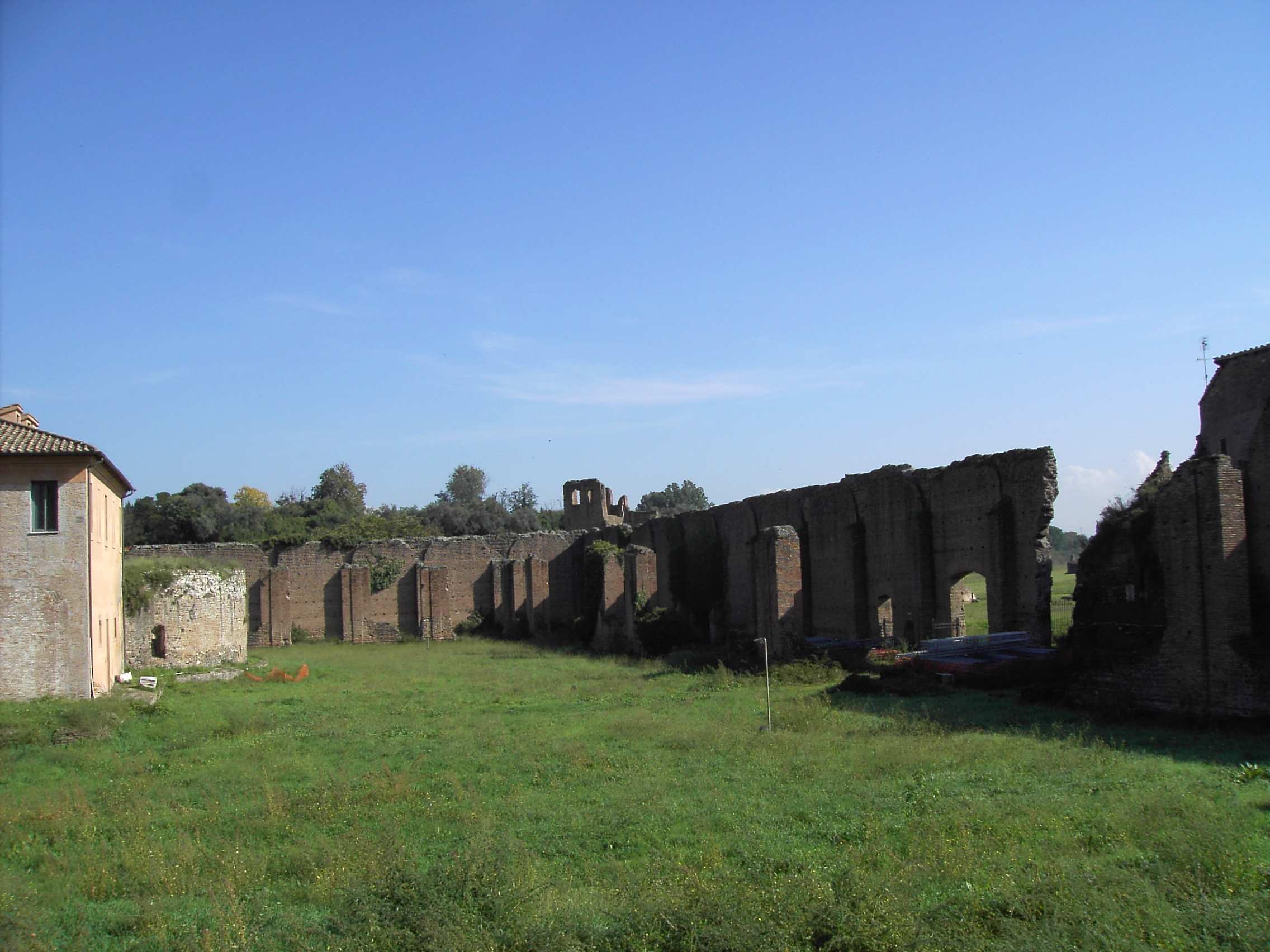
Esterno - resti del quadriportico